# Governo Modi II
Il governo Modi II è stato il venticinquesimo governo dell'India, in carica dal 30 maggio 2019 al 9 giugno 2024, con a capo il primo ministro Narendra Modi. 
Esso, sorto in seguito alle elezioni del 2019, è stato di fatto la continuazione, seppur con ministri differenti e provenienti anche da partiti minori associati al governo, della stessa coalizione di maggioranza, l’Alleanza Democratica Nazionale (ad eccezione del partito Shiv Sena, uscito per disaccordi, che tuttavia ha fornito comunque un ministro al governo), essendo quest’ultima stata riconfermata con una maggioranza complessiva di 353 seggi su 545 alla Lok Sabha, la camera bassa. 
Il 30 maggio, il governo ha ottenuto la fiducia ed è dunque entrato in carica.

## Composizione
- Alleanza Democratica Nazionale (NDA)
  -      Bharatiya Janata Party (BJP)
  -      Rashtriya Lok Janshakti Party (RLJP)
  -      Partito Repubblicano dell'India (Athawale) (RPI(A))
  -      Apna Dal (Sonelal) (AD(S))
- Ex partiti membri
  -      Janata Dal (United) (JDU)
  -      Lok Janshakti Party (LJP)
  -      Shiv Sena (SS)

| Carica o ministero | Titolare | Titolare | Titolare                                               | Partito |
| --- | -------- | -------- | ------------------------------------------------------ | ------- |
| Primo Ministro Personale, reclami pubblici e pensioni Energia atomica Spazio Autorità per la gestione dei disastri nazionali NITI Aayog |          |          | Narendra Modi                                          | BJP     |
| Difesa |          |          | Rajnath Singh                                          | BJP     |
| Affari interni Cooperazione (dal 07/07/2021)                                                                                            |          |          | Amit Shah                                              | BJP     |
| Trasporti e autostrade |          |          | Nitin Gadkari                                          | BJP     |
| Finanze Affari corporativi |          |          | Nirmala Sitharaman                                     | BJP     |
| Agricoltura e welfare degli agricoltori                                                                                                 |          |          | Narendra Singh Tomar                                   | BJP     |
| Affari esteri |          |          | S. Jaishankar                                          | BJP     |
| Affari tribali |          |          | Arjun Munda                                            | BJP     |
| Sviluppo per donne e bambini |          |          | Smriti Irani                                           | BJP     |
| Commercio e industria |          |          | Piyush Goyal                                           | BJP     |
| Affari dei consumatori, alimentazione e distribuzione pubblica                                                                          |          |          | Ram Vilas Paswan (fino all'08/09/2020)                 | LJP     |
| Affari dei consumatori, alimentazione e distribuzione pubblica                                                                          |          |          | Piyush Goyal (dal 09/09/2020)                          | BJP     |
| Tessile |          |          | Smriti Irani (fino al 07/07/2021)                      | BJP     |
| Tessile |          |          | Piyush Goyal (dal 07/07/2021)                          | BJP     |
| Educazione |          |          | Ramesh Pokhriyal (fino al 07/07/2021)                  | BJP     |
| Educazione |          |          | Dharmendra Pradhan (dal 07/07/2021)                    | BJP     |
| Sviluppo delle capacità imprenditoriali                                                                                                 |          |          | Mahendra Nath Pandey (fino al 07/07/2021)              | BJP     |
| Sviluppo delle capacità imprenditoriali                                                                                                 |          |          | Dharmendra Pradhan (dal 07/07/2021)                    | BJP     |
| Affari parlamentari Carbone Miniere |          |          | Pralhad Joshi                                          | BJP     |
| Micro, piccole e medie imprese |          |          | Nitin Gadkari (fino al 07/07/2021)                     | BJP     |
| Micro, piccole e medie imprese |          |          | Narayan Rane (dal 07/07/2021)                          | BJP     |
| Porti, navigazione e rotte marittime |          |          | Mansukh L. Mandaviya (fino al 07/07/2021)              | BJP     |
| Porti, navigazione e rotte marittime |          |          | Sarbananda Sonowal (dal 07/07/2021)                    | BJP     |
| Ayush |          |          | Shripad Naik (fino al 07/07/2021)                      | BJP     |
| Ayush |          |          | Sarbananda Sonowal (dal 07/07/2021)                    | BJP     |
| Affari delle minoranze |          |          | Mukhtar Abbas Naqvi (fino al 06/07/2021)               | BJP     |
| Affari delle minoranze |          |          | Smriti Irani (dal 06/07/2021)                          | BJP     |
| Giustizia sociale |          |          | Thawar Chand Gehlot (fino al 06/07/2021)               | BJP     |
| Giustizia sociale |          |          | Virendra Kumar Khatik (dal 07/07/2021)                 | BJP     |
| Sviluppo rurale Panchayati Raj |          |          | Narendra Singh Tomar (fino al 07/07/2021)              | BJP     |
| Sviluppo rurale Panchayati Raj |          |          | Giriraj Singh (dal 07/07/2021)                         | BJP     |
| Aviazione civile |          |          | Hardeep Singh Puri (fino al 07/07/2021)                | BJP     |
| Aviazione civile |          |          | Jyotiraditya Scindia (dal 07/07/2021)                  | BJP     |
| Acciaio |          |          | Dharmendra Pradhan (fino al 07/07/2021)                | BJP     |
| Acciaio |          |          | Ramchandra Prasad Singh (dal 07/07/2021 al 06/07/2022) | JD(U)   |
| Acciaio |          |          | Jyotiraditya Scindia (dal 06/07/2022)                  | BJP     |
| Ferrovie |          |          | Piyush Goyal (fino al 07/07/2021)                      | BJP     |
| Ferrovie |          |          | Ashwini Vaishnaw (dal 07/07/2021)                      | BJP     |
| Comunicazioni Tecnologie elettroniche ed informatiche                                                                                   |          |          | Ravi Shankar Prasad (fino al 07/07/2021)               | BJP     |
| Comunicazioni Tecnologie elettroniche ed informatiche                                                                                   |          |          | Ashwini Vaishnaw (dal 07/07/2021)                      | BJP     |
| Industrie della lavorazione del cibo |          |          | Harsimrat Kaur Badal (fino al 17/09/2020)              | SAD     |
| Industrie della lavorazione del cibo |          |          | Narendra Singh Tomar (dal 18/09/2020 al 07/07/2021)    | BJP     |
| Industrie della lavorazione del cibo |          |          | Pashupati Kumar Paras (dal 07/07/2021)                 | LJP     |
| Jal Shakti |          |          | Gajendra Singh Shekhawat                               | BJP     |
| Legge e giustizia |          |          | Ravi Shankar Prasad (fino al 07/07/2021)               | BJP     |
| Legge e giustizia |          |          | Kiren Rijiju (dal 07/07/2021)                          | BJP     |
| Energia Energie rinnovabili |          |          | Raj Kumar Singh                                        | BJP     |
| Petrolio e gas naturale |          |          | Dharmendra Pradhan (fino al 07/07/2021)                | BJP     |
| Petrolio e gas naturale |          |          | Hardeep Singh Puri (dal 07/07/2021)                    | BJP     |
| Abitazioni e affari urbani |          |          | Hardeep Singh Puri                                     | BJP     |
| Sanità e welfare familiare |          |          | Harsh Vardhan (fino al 07/07/2021)                     | BJP     |
| Sanità e welfare familiare |          |          | Mansukh L. Mandaviya (dal 07/07/2021)                  | BJP     |
| Prodotti chimici e fertilizzanti |          |          | Sadananda Gowda (fino al 07/07/2021)                   | BJP     |
| Prodotti chimici e fertilizzanti |          |          | Mansukh L. Mandaviya (dal 07/07/2021)                  | BJP     |
| Ambiente, foreste e cambiamento climatico                                                                                               |          |          | Prakash Javadekar (fino al 07/07/2021)                 | BJP     |
| Ambiente, foreste e cambiamento climatico                                                                                               |          |          | Bhupender Yadav (dal 07/07/2021)                       | BJP     |
| Lavoro e impiego |          |          | Santosh Kumar Gangwar (fino al 07/07/2021)             | BJP     |
| Lavoro e impiego |          |          | Bhupender Yadav (dal 07/07/2021)                       | BJP     |
| Industria pesante e aziende pubbliche (fino al 07/07/2021) Industria pesante (dal 07/07/2021)                                           |          |          | Arvind Sawant (fino all'11/11/2019)                    | SS      |
| Industria pesante e aziende pubbliche (fino al 07/07/2021) Industria pesante (dal 07/07/2021)                                           |          |          | Prakash Javadekar (dall'11/11/2019 al 07/07/2021)      | BJP     |
| Industria pesante e aziende pubbliche (fino al 07/07/2021) Industria pesante (dal 07/07/2021)                                           |          |          | Mahendra Nath Pandey (dal 07/07/2021)                  | BJP     |
| Pesca, allevamento e prodotti caseari                                                                                                   |          |          | Giriraj Singh (fino al 07/07/2021)                     | BJP     |
| Pesca, allevamento e prodotti caseari                                                                                                   |          |          | Parshottam Rupala (dal 07/07/2021)                     | BJP     |
| Sviluppo della regione del nord-est |          |          | Jitendra Singh (fino al 07/07/2021)                    | BJP     |
| Sviluppo della regione del nord-est |          |          | G. Kishan Reddy (dal 07/07/2021)                       | BJP     |
| Cultura Turismo |          |          | Prahlad Singh Patel (fino al 07/07/2021)               | BJP     |
| Cultura Turismo |          |          | G. Kishan Reddy (dal 07/07/2021)                       | BJP     |
| Informazione e broadcasting |          |          | Prakash Javadekar (fino al 07/07/2021)                 | BJP     |
| Informazione e broadcasting |          |          | Anurag Thakur (dal 07/07/2021)                         | BJP     |
| Affari giovanili e sport |          |          | Kiren Rijiju (fino al 07/07/2021)                      | BJP     |
| Affari giovanili e sport |          |          | Anurag Thakur (dal 07/07/2021)                         | BJP     |

## Sostegno parlamentare
| Camera    | Collocazione | Partiti                                        | Seggi     |
| --------- | ------------ | ---------------------------------------------- | --------- |
| Lok Sabha | Maggioranza  | NDA (333)                                      | 333 / 545 |
| Lok Sabha | Opposizione  | UPA (114), Altri partiti e gruppi minori (119) | 210 / 545 |